# (19410) Guisard
(19410) Guisard (1998 FW14) – planetoida z pasa głównego asteroid okrążająca Słońce w ciągu 3,62 lat w średniej odległości 2,36 j.a. Odkryta 26 marca 1998 roku.